# 台灣浩鼎生技
25°03′30.6″N 121°36′42.8″E / 25.058500°N 121.611889°E
台灣浩鼎生技股份有限公司（英語：OBI Pharma, Inc.，簡稱浩鼎），是一家台灣生物製藥公司。
2015年3月23日，浩鼎在中華民國證券櫃檯買賣中心上櫃，股票代號為4174。

## 概要
浩鼎於2002年成立，初為美國Optimer Pharmaceuticals在台百分之百投資的子公司。
1998年，生技製藥公司Optimer Pharmaceuticals於美國成立。
2002年，Optimer Pharmaceuticals來到台灣成立100%持股之子公司即浩鼎。
2012年3月，為擴展營運，浩鼎以現金增資發行新股共36,000仟股，每股金額新台幣10元，以每股新台幣15元溢價發行。額定資本額為新台幣15億元，實收資本額為新台幣1,363,842,910元。
2012年5月15日，浩鼎經中華民國主管機關金融監督管理委員會證期局核准成為公開發行公司。
2012年10月至12月間，Optimer Pharmaceuticals轉讓所持有浩鼎全部股份予潤泰集團旗下投資公司，且為符合上櫃所需相關股權分散之規定，主要大股東陸續轉讓部份持股給其他個人及法人。
2012年12月12日，浩鼎股票登錄興櫃交易。2015年3月23日，浩鼎股票正式上櫃交易。
2022年2月8日，浩鼎生技宣佈自己開發的一款新冠肺炎疫苗BCVax。
2023年，浩鼎研發的新冠肺炎疫苗BCVAX獲得台灣衛生福利部食品藥物管理署（衛福部食藥署）核准，展開第一期人體臨床試驗。
2023年，抗癌新藥OBI-3424獲衛福部食藥署核准進行二期人體臨床試驗。同年，浩鼎開發獨創ADC（抗體藥物複合體）技術平台，包括半胱氨酸（Cys-based）共軛平台及醣類修飾ADC平台（GlycOBI™）。
2023年，浩鼎獲得ISO/IEC 27001國際資訊安全管理認證。
2023年，浩鼎與子公司鼎晉生技簽署OBI-858全球醫療用途專屬授權協議。
2023年，浩鼎與Ablexis, LLC簽署「Nectin4人源抗體序列」授權協議，取得該產品全球權利。
2023年12月29日，梁賡義接任台灣浩鼎生技股份有限公司董事長。
2024年1月31日，浩鼎主動免疫抗癌新藥Adagloxad Simolenin（OBI-822）與OBI-821針對三陰性乳癌的三期臨床試驗完成第一次期中分析，資料及安全監測委員會（DSMB）給予正面回應，建議試驗持續進行。
2024年3月11日，浩鼎董事會決議停止OBI-3424二期臨床試驗收案，但與國際機構的合作開發計畫仍持續進行。
2024年6月12日，浩鼎以TROP2為標靶的ADC新藥OBI-992獲得美國食品藥物管理局（FDA）核准，進行一/二期人體臨床試驗，研究其治療多種實體腫瘤的安全性與有效性。
2024年8月7日，OBI-992獲美國FDA核准治療胃癌（包括胃食道交界處腺癌）的孤兒藥資格。
2024年9月24日，OBI-992入圍第11屆世界ADC大獎「 2024 年最具潛力臨床候選藥物」。
2024年10月13日，浩鼎合作夥伴-深圳艾欣達偉於CSCO年會發表AST-3424（OBI-3424）二期臨床期中結果，獲「優秀論文獎」。
2024年12月11日，浩鼎再度榮獲教育部頒發運動企業認證。
2024年12月23日，浩鼎與日本GlyTech簽署行銷及材料移轉協議。 合作推廣浩鼎GlycOBI® ADC技術於日本生技製藥業。
2025年3月12日，浩鼎於新加坡「2025亞洲ADC大會」獲「台灣最具潛力ADC臨床候選藥物獎」。
2025年3月18日，浩鼎子公司鼎晉生技董事會推舉台灣浩鼎執行長王慧君博士接任董事長，原董事長陳志全辭職。
2025年3月26日，浩鼎獲台灣生技卓越大獎 (TBEA)「最具潛力免疫治療研發獎」。

## 外部連結
- 台灣浩鼎生技 （页面存档备份，存于）
- （繁體中文） 台灣公司資料